# Distrito de Sambava
Sambava es un distrito y una localidad de la región de Sava, en la isla de Madagascar, con una población estimada en julio de 2014 de 312 618 habitantes.
Se encuentra situado en la parte norte de la costa oriental de la isla, cerca del parque Nacional de Marojejy.